# هیساکو، شاهدخت تاکامادو
شاهدخت تاکامادو (به ژاپنی: 憲仁親王妃久子) (متولد ۱۰ ژوئیه ۱۹۵۳) بیوهٔ پسر سوم شاهزاده میکاسا، نوریهیتو، شاهزاده تاکامادو است.